# Muziekgezelschap Juliana Holtum
Muziekgezelschap Juliana Holtum uit Holtum (gemeente Sittard-Geleen), werd opgericht in 1923.
De vereniging bestaande uit een muziekkorps/fanfareorkest spelend in de 1ste divisieafdeling van de LBM (Limburgse Bond Muziekgezelschappen)/KNMO.
Het orkest, dat vanaf 1963 in de Superieure afdeling optreedt, werd drie keer Limburgs kampioen (1991 te Maasbracht, 1996 te Venlo en 2000 te Heerlen) en drie keer Landskampioen (1957 te Valkenburg in de afdeling Uitmuntendheid-blauwe wimpel, 1992 Doetinchem en 1997 in Hilversum in de superieure afdeling-oranje wimpel). Het laatste bondsconcours optreden was op 29 oktober 2000 te Heerlen in Superieure afdeling met als resultaat 1e prijs met lof der jury en 334 punten.
Op het Wereld Muziek Concours (WMC) te Kerkrade in 2001 werd in de 1ste divisie een resultaat bereikt van 93,95 punten (339 punten). Juliana Holtum werd Wereldkampioen 1e divisie fanfare op het WMC 2005. Er werd een score van 96.83 punten (goud met onderscheiding) gescoord.
Het orkest heeft sinds zijn oprichting zes dirigenten gehad:
de heer G. van de Berk, deze legde de grondslag, de heer H. Janssen bracht Juliana naar de top en Ger Akkermans en Frenk Rouschop consolideerden het hoge peil. Het korps stond vanaf december 1994 tot oktober 2010 onder leiding van Frenk Rouschop.
In 2010 werd Frenk Rouschop opgevolgd door Martijn Pepels(1978) welke tot 2013 het orkest leidde.
Van oktober 2013 tot en met 2016 is Joost Vrolix (België) dirigent geweest van het orkest. Henrico Stevens leidde het orkest van 2016 tot en met 2022. Sinds september 2022 zwaait Xavier Kuipers de baton bij het muziekgezelschap.